# アドリエンヌ・ルクヴルール

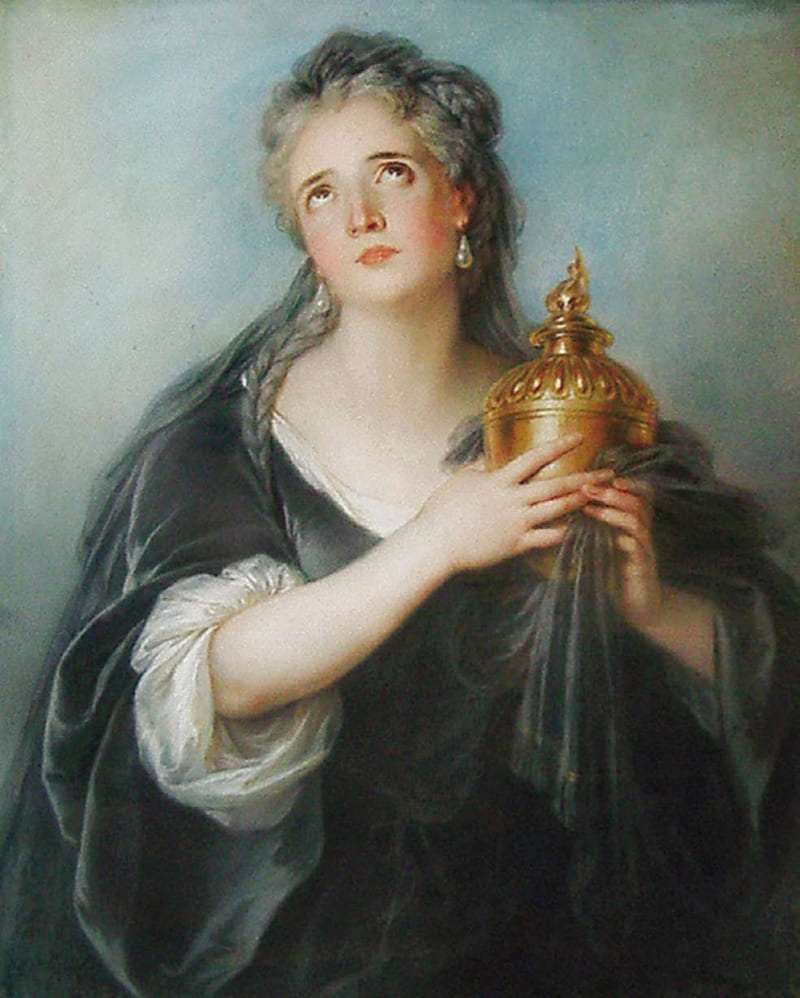
コルネリを演じるアドリエンヌ・ルクヴルール。アントワーヌ・コワペル画（1726年）

アドリエンヌ・ルクヴルール（Adrienne Lecouvreur, Le Couvreurとも、1692年4月5日 - 1730年3月20日）は、18世紀初頭に活躍したフランス、コメディ・フランセーズの女優である。

## 生涯
マルヌ県ダメリーに、帽子職人の父と洗濯女の娘として生まれる。パリのジャンドル街の聖母修道尼学校に預けられ、ここでの教育はのちのアドリエンヌに大きな影響を与えた。15歳の時に学校を離れ、リールで舞台を踏み、1717年にはコメディ・フランセーズにクレビヨンの『エレクトル(Électre)』でデビューした。同座での10余年の活躍中、彼女は100以上の演目（うち22は初演）で合計1,884回の舞台を踏んだとされる。それまでのフランス演劇で伝統的だった華麗にして大仰な台詞回しとは一線を画した、より自然な舞台演技を行って注目された。
アドリエンヌはザクセン伯モーリッツ（モーリス・ド・サックス）との恋愛関係によっても有名だった。彼女は1730年、ヴォルテール作『エディップ(Œdipe)』を演じた後急死したが、それはモーリッツを争った恋敵、ブイヨン公爵夫人によって毒を盛られたのではないかとの噂がまことしやかに囁かれた。もっとも彼女の死亡時にはモーリッツとの恋愛関係は既に終わっていたとみられるし、もともと病弱でもありその死は自然死・病死の類であっただろう、とされている。
カトリック教会がアドリエンヌの埋葬を拒絶したことから、個人的にも彼女の親友であったヴォルテールは彼女を悼み教会を批判する詩Ode sur la mort de Mlle Lecouvreur を書いた。結局彼女の遺骸は死の翌日深夜、モーリッツやヴォルテールらの手によりセーヌ河畔の縦穴に遺棄されたという。

## 作品中のアドリエンヌ
19世紀に入り、アドリエンヌの活躍とその早すぎる死はウジェーヌ・スクリーブとエルネスト・ルグヴェによって小説・戯曲化（1849年）され、19世紀後半にはサラ・ベルナールやエレオノーラ・ドゥーゼといった大女優がアドリエンヌ役を演じて人気となった。
またこれを原作として数人の作曲家によるオペラ化も行われ、うちイタリアの作曲家フランチェスコ・チレアによる『アドリアーナ・ルクヴルール』（初演1902年）は今日でもしばしば上演される佳作である。
ただしこれら戯曲・オペラが「ブイヨン公妃による毒殺」を唱えていることで、その死を巡る単なる噂が伝説として定着してしまったという一面もある。